# Systasis guierae
Systasis guierae är en stekelart som först beskrevs av Jean Risbec 1951.  Systasis guierae ingår i släktet Systasis och familjen puppglanssteklar. Inga underarter finns listade i Catalogue of Life.